# Hans Michel (Fußballspieler)
Hans Michel (* 27. April 1936; † 16. April 2017 in Baunatal) war ein deutscher Fußballspieler und -trainer. Michel absolvierte in der alten erstklassigen Fußball-Oberliga West beziehungsweise Fußball-Oberliga Süd für Borussia Dortmund und den KSV Hessen Kassel von 1958 bis 1963 insgesamt 58 Spiele (1 Tor). Im Debütjahr der zweitklassigen Fußball-Regionalliga Süd, 1963/64, gewann er mit Hessen Kassel unter Trainer Walter Müller die Meisterschaft und zog in die Bundesligaaufstiegsrunde 1964 ein. In der Regionalliga Süd bestritt Michel von 1963 bis 1969 für Kassel insgesamt 145 Ligaspiele und erzielte 14 Tore.

## Laufbahn

### 2. Liga Süd und Oberliga West, bis 1960
Der Mittelfeldspieler und Verteidiger kam 1954 von seinem Heimatverein VfL Bad Wildungen zum nordhessischen Traditionsverein KSV Hessen Kassel. Nach einem Jahr in der Amateurmannschaft sammelte Michel von 1955 bis 1957 zwei Jahre Wettkampferfahrung in der 2. Liga Süd. Seine Leistungen, die er unter Trainer Hans Carl gezeigt hatte, brachten dem in der Läuferreihe wie auch als Verteidiger einsetzbaren Spieler ein Vertragsangebot von Borussia Dortmund aus der Oberliga West ein. Er nahm es an und wechselte in das Team vom Stadion Rote Erde. Michel debütierte am ersten Spieltag der Runde 1958/59, am 17. August 1958, bei einem 2:1-Auswärtserfolg bei Rot-Weiss Essen in der Oberliga West. Vor 32.000 Zuschauern an der Hafenstraße erzielte Alfred Kelbassa beide Dortmunder Treffer und der Neuzugang aus Kassel agierte auf der linken Verteidigerposition. Gemeinsam mit Torhüter Heinrich Kwiatkowski, Verteidigerkollege Wilhelm Burgsmüller und der Läuferreihe mit Elwin Schlebrowski, Max Michallek und Helmut Bracht bildete er in Essen die Defensive im damals gebräuchlichen WM-System. Unter dem neuen BVB-Trainer Max Merkel belegte der Meister der Jahre 1956 und 1957 den fünften Rang und Michel absolvierte 20 Oberligaspiele. Als sich in seinem zweiten Dortmunder Jahr, 1959/60, die zwei Stürmer Jürgen Schütz (31) und Friedhelm Konietzka (25) in die „erste Liga“ schossen, kamen für Michel nur noch 15 weitere Oberligaeinsätze in Dortmund hinzu. Nach dem dritten Rang und zwei Jahren Dortmund unterschrieb er wieder bei Hessen Kassel und kehrte damit zur Saison 1960/61 in die 2. Liga Süd zurück.

### Hessen Kassel, 1960 bis 1969
Nach einem vierten Rang in seinem ersten Jahr nach der Rückkehr, 1960/61 (Anfang April 1961 hatte der KSV Borussia Dortmund in einem Freundschaftsspiel mit 4:0 geschlagen, vier Tore von Peter Velhorn), lieferte Kassel 1962 eine überzeugende Runde ab: In der Saison 1961/62 gelang der Meisterschaftsgewinn und damit der Aufstieg in die Oberliga Süd, die damals höchste Spielklasse im deutschen Fußball. Dem Team unter Trainer Willibald Hahn gehörten in der 2. Liga Süd unter anderem die zwei Torhüter Karl Loweg und Árpád Fazekas, sowie Feldspieler wie Hans Alt, Dieter Vollmer, Jozsef Burjan, Peter Velhorn, Karl Hutfles, Erich Hahn, Klaus-Peter Jendrosch, Lothar Kleim und Walter Müller an. In der Oberligasaison 1962/63 bestritt Hans Michel 23 Spiele und erzielte ein Tor. Nach dem Aufstieg in die Oberliga Süd waren mit Helmut Zatopek, Wolfgang Simon, Horst Assmy und Ernst Kuster vier Neuzugänge zum vorletzten Meister der 2. Liga Süd gekommen. Zum Auftakt empfing Kassel München 1860. Michel konnte seinen vormaligen Dortmunder-Trainer Max Merkel bei den „Löwen“ begrüßen und hatte sich als linker Außenläufer mit seinen Abwehrkollegen gegen einen 60er-Angriff mit Spielern wie Werner Anzill, Wilfried Kohlars, Rudolf Brunnenmeier, Hans Küppers und Johann Auernhammer zu beweisen. Das Spiel ging am 19. August 1962 mit 0:1 verloren. Weitaus schlimmer war das zweite Heimspiel der Runde: Am 2. September demontierte der 1. FC Nürnberg den Gastgeber vor 25.000 Zuschauern im Auestadion mit 0:9! Michel war der überforderte Mittelläufer in einer insgesamt schwachen Kasseler Mannschaft. Die „Club“-Angriffsreihe mit Kurt Dachlauer, Kurt Haseneder, Heinz Strehl, Tasso Wild und Richard Albrecht traf, wie sie wollte, unterstützt durch die Außenläufer Gustav Flachenecker (2 Tore) und Stefan Reisch (1 Tor). Mit 0:6 Punkten und 1:18 Toren nach drei Spielen missglückte der Saisonstart völlig. Daraufhin wurde Trainer Hahn entlassen und durch den seine Spielerlaufbahn beendenden Walter Müller ersetzt. Am Rundenende nahm Kassel mit 29:31 Punkten den zehnten Rang ein. Michel hatte 23 Ligaspiele absolviert und ein Tor erzielt. Die Angreifer Jendrosch (17) und Kuster (11) hatten dabei ihre Torgefährlichkeit nachgewiesen und Alt, Vollmer und Jendrosch hatten mit jeweils 28 Ligaeinsätzen die meisten OL-Spiele für den KSV bestritten. Mit dem Nachholspiel am 5. Mai 1963, 2:1-Heimerfolg gegen Bayern Hof, endete die Ära der erstklassigen Oberliga Süd.
Nach Gründung der Bundesliga 1963 spielte Michel mit dem KSV Hessen in der zweitklassigen Regionalliga Süd. Persönlich startete Michel mit zwei Niederlagen am dritten und vierten Spieltag in die Regionalliga. Er kam in den Begegnungen am 18. beziehungsweise 25. August 1963 jeweils als rechter Außenläufer zum Einsatz. Zuerst verlor Hessen Kassel das Auswärtsspiel bei Schwaben Augsburg (18.8.) mit 2:7 und deren Halblinker Kurt Haseneder zeichnete sich dabei als dreifacher Torschütze aus. Acht Tage danach setzte sich der Meisterschaftsfavorit FC Bayern München vor 25.000 Zuschauern in Kassel mit einem 3:2 durch. Auf Dauer etablierte sich die Halt gebende Läuferreihe mit Michel, Stopper Heinrich Dittel und dem jungen Helmut Huttary; diese Drei waren auch beim 6:1-Heimerfolg am 8. Dezember 1963 vor 30.000 Zuschauern gegen Kickers Offenbach der Halt der KSV-Offensive, ebenso wie am Rundenschlusstag, den 24. Mai 1964, bei einem 1:1-Remis gegen FC Schweinfurt 05.
Nach 38 Rundenspielen gewann Kassel mit 116-61 Toren und 55:21 Punkten in der Saison 1963/64 die Meisterschaft in der Regionalliga Süd. Die vor der Runde als klare Favoriten gehandelten FC Bayern München und Kickers Offenbach, kamen auf dem zweiten beziehungsweise dritten Rang ein. In der folgenden Aufstiegsrunde zur Bundesliga scheiterte der Südmeister am Nordvize Hannover 96, der beide Spiele gegen Kassel für sich entscheiden konnte. Am 6. Juni vor 37.000 Zuschauern im Auestadion mit 2:1 und am 28. Juni vor 70.000 Zuschauern im Niedersachsenstadion mit 3:1. Der überwiegend in der Läuferreihe eingesetzte Michel hatte 29 Spiele in der Liga und alle sechs Einsätze in der Aufstiegsrunde (1 Tor) absolviert.
Danach war Hans Michel noch bis 1969 in der Regionalliga für Hessen Kassel aktiv. In seinem letzten Regionalligajahr 1968/69 belegte der KSV den zehnten Rang und Michel absolvierte unter Trainer Willy Kurrat nochmals an der Seite von Mitspielern wie Hans Alt, Holger Brück, Heinrich Dittel, Walter Liebich, Rolf Fritzsche, Hans-Jürgen Kurrat, Herbert Maciossek, Hans-Adolf Schade, Otto Kastl, Gerhard Grau und Rainer Istel zehn Ligaspiele. Sein letzter Regionalligaeinsatz datiert vom 15. März 1969, als Kassel mit 2:1 gegen den Karlsruher SC gewann und Michel nochmals als rechter Außenläufer am Ball war. Insgesamt wird Michel von 1963 bis 1969 mit 145 Regionalligaspielen und 14 Toren in der Statistik geführt. Zur Runde 1969/70 schloss er sich dem KSV Baunatal an und ging damit in den hessischen Amateurfußball zurück.

### Baunatal, 1969 bis 1978
Beim Kultur- und Sportverein (KSV) Baunatal, der Verein war erst 1964 durch Fusion der Vereine Altenbaunas und Altenrittes entstanden, setzte der 33-jährige Michel 1969/70 in der 2. Amateurliga seine fußballerische Aktivität fort. Er feierte mit seinen neuen Mannschaftskameraden sofort den Aufstieg, erlebte 1970/71 aber auch den sofortigen Wiederabstieg aus der Hessenliga. Das rauf und runter setzte sich fort, Baunatal wurde wiederum Meister 1971/72 und spielte ab 1972/73 erneut in der Hessenliga. Als Anfang 1973 die Zeichen aber schon wieder massiv Richtung Abstieg wiesen, übernahm Hans Michel das Traineramt und führte die Schwarz-Weißen mit dem Erreichen des 12. Tabellenplatzes zum Klassenerhalt. Die nächsten drei Jahre gehörte das Team von Michel der Spitzengruppe in der Hessenliga an, es ging nicht mehr gegen den Abstieg, sondern um die Chance um den Aufstieg in die 2. Bundesliga. Es folgten 1974 der dritte und 1975 der vierte Rang, ehe in der Runde 1975/76 mit dem Meisterschaftserfolg der Aufstieg in die 2. Bundesliga glückte. Der 1974 abgestiegene KSV Hessen Kassel musste sich mit dem dritten Rang begnügen – am 24. April 1976 hatte das Michel-Team mit 5:0 das Lokalderby in Kassel gewonnen – und auch noch die Heimspiele des Aufsteigers im heimischen Auestadion in der 2. Bundesliga hinnehmen, da die bisherige Baunataler Heimstatt am Baunsberg in keinerlei Hinsicht zweitligageeignet war. Nach dem Aufstieg gab Michel aber das Traineramt ab und zog sich auf den Posten des Teammanagers zurück. Trainer in der 2. Bundesliga wurde Peter Velhorn und mit dem 15. Platz wurde 1976/77 der Klassenerhalt geschafft. Am Rundenende 1977/78 sprang Michel im Mai und Juni 1978 nochmals als Trainer ein und konnte Baunatal mit dem 16. Rang knapp die Klasse erhalten. In der Saison 1978/79 stiegen die VW-Städter unter dem neuen Trainer Bernd Oles in die Hessenliga ab.
Hans Michel verlegte in späteren Jahren seinen Lebensmittelpunkt nach Spanien und widmete sich intensiv dem Golfspiel.